# Tiedexer Tor

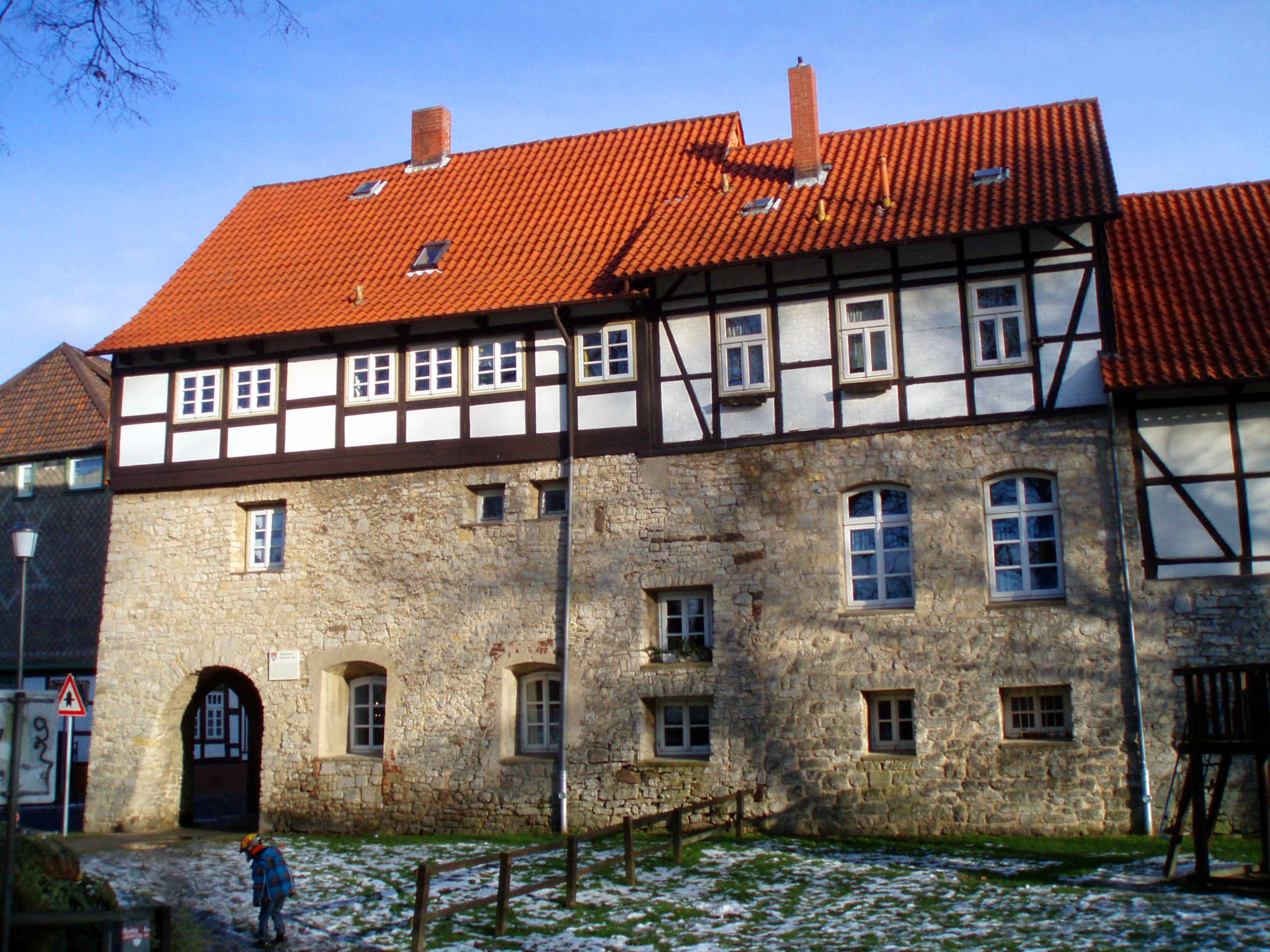
Torhaus des Tiedexer Tores

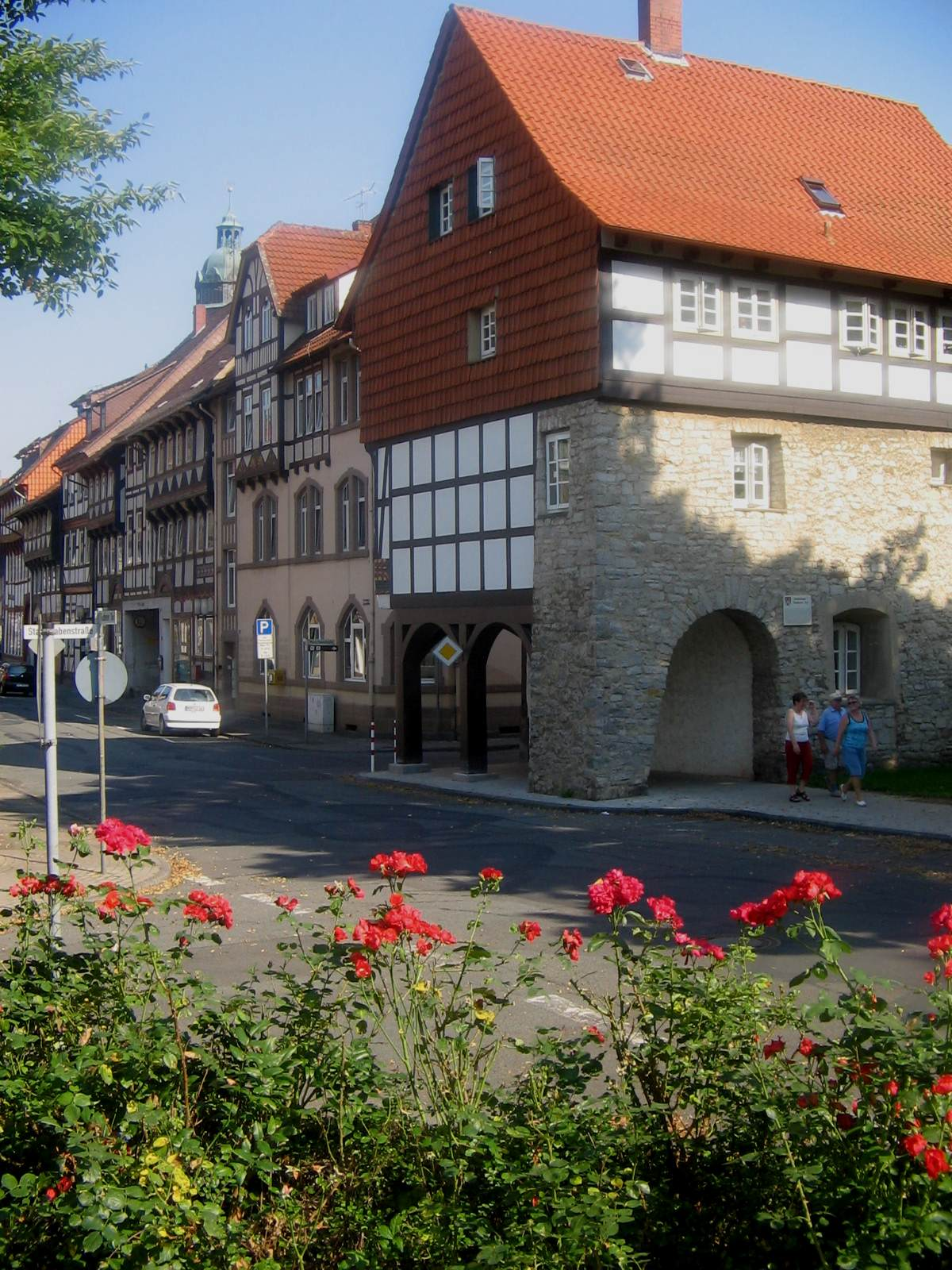
Fußgängerdurchlass im Tiedexer Torhaus aus dem 20. Jahrhundert

Das Tiedexer Tor war eines der Stadttore der Stadtbefestigung Einbecks in Niedersachsen.

## Lage und Umgebung
Es hatte seinen Standort am westlichen Ende der Tiedexer Straße, die vom Marktplatz bis zum Tor führte. Vom Tor aus verlief die alte, Einbecker Heerstraße genannte, Fernhandelsstraße zum Durchlass an der Landwehr am Klapperturm und weiter Richtung Westen zum Solling. Unmittelbar vor dem Tiedexer Tor war die Handelsstraße mit zahlreichen, bis zu zwei Meter langen Baumstämmen befestigt, deren Reste mittels dendrochronologischer Untersuchung auf das beginnende 13. Jahrhundert datiert wurden.
In der Nähe des Tiedexer Tores führte die Handelsstraße über eine Brücke, die das Krumme Wasser überspannte. Die 1593 erneuerte Bogenbrücke wurde 2013 freigelegt und blieb unter einer Neukonstruktion erhalten. Neben der Brücke befindet sich die Obere Katze der Stadtbefestigung.
Nordwestlich des Tiedexer Tores lag das Marienstift. Da es außerhalb der Reichweite der Kanonen der Oberen Katze lag, wurde dessen Kirche 1632 in Erwartung eines Angriffs von General Pappenheim abgerissen. Zudem lag dort der namensgebende Ort Tiedexen, der im 14. Jahrhundert zu einer Wüstung wurde.

## Geschichte
Das Tor wurde 1322 erstmals urkundlich erwähnt. Im Inneren des Torhauses befand sich der Spruch: Wenn Gott selbst das Haus baut und die Stadt bewacht, ist die Arbeit nicht umsonst und bleiben die Mauern sicher.
Im Sommer 1486 wurde die westliche Einbecker Altstadt vom Krummen Wasser durch das Tiedexer Tor überschwemmt.
Während der Zeit des Königreichs Westphalen, als Einbeck zum Departement der Leine gehörte, wurde 1813 das Haupttor abgetragen. Nur das südliche Torhaus blieb erhalten und wurde als Wohnhaus genutzt. Durch sein Erdgeschoss wurde 1964 ein Durchbruch angelegt, durch den der Fußweg zur Tiedexer Straße gelegt wurde.

## Denkmal
Zur Erinnerung wurde neben dem früheren Standort des Tiedexer Tores wie auch bei den anderen Toren der Stadt ein Denkmal errichtet. Dabei handelt es sich um Schwingtüren aus Holz.